# Leonard Bloomfield
Leonard Bloomfield (* 1. April 1887 Chicago, Illinois; † 18. April 1949 New Haven) war ein US-amerikanischer Linguist und der maßgebliche Vertreter des amerikanischen Strukturalismus in der Sprachwissenschaft. Sein 1933 erschienenes, eine theoretische Integration der Sprachwissenschaft bietendes Hauptwerk Language gilt als das bedeutendste sprachwissenschaftliche Buch des 20. Jahrhunderts.

## Leben
Leonard Bloomfield wurde in Chicago als Sohn von Sigmund und Carola Buber Bloomfield geboren. Sein Onkel war Maurice Bloomfield (1855–1928), Professor des Sanskrit und der vergleichenden Sprachwissenschaft an der Johns Hopkins University in Baltimore. Bloomfield immatrikulierte sich 1903 im Harvard College in Boston, wo er im Jahr 1906 mit dem Bachelor abschloss. Er setzte sein Studium in Wisconsin fort, wo er bei Eduard Prokosch studierte und sich für eine Laufbahn als Sprachwissenschaftler entschied.
1908 wurde Leonard Bloomfield zum Assistant in German und Graduate Studies an der University of Chicago ernannt. Ein Jahr später promovierte er unter Francis A. Wood mit A Semasiologic Differentiation in Germanic Secondary Ablaut. Im selben Jahr heiratete er Alice Sayers.
In den Jahren 1909/1910 war er als Instructor in German an der University of Cincinnati tätig.
Bis 1913 arbeitete er in der Deutschen Abteilung der University of Illinois.
Da für die dortigen Mitarbeiter ein Studienaufenthalt in Deutschland eine unerlässliche Voraussetzung für die Beförderung war, ging Bloomfield zum Wintersemester 1913/14 nach Leipzig und setzte dort seine Studien der historisch-vergleichenden Sprachwissenschaft bei den Junggrammatikern August Leskien und Karl Brugmann fort. Im Sommersemester 1914 studierte er in Göttingen, wo er bei Jacob Wackernagel indogermanistische Kurse belegte, bei Hermann Oldenberg indologische Veranstaltungen besuchte und sich bei Friedrich Carl Andreas der Iranistik widmete.
Von 1913 bis 1921 war Bloomfield Assistant Professor of Comparative Philology and German an der Universität von Illinois. In dieser Zeit begann er seine ersten Studien der Algonkin-Sprachen. In den Sommermonaten der Jahre 1920 und 1921 betrieb Bloomfield Feldforschung bei den Menomini in Wisconsin. Seine Aufzeichnungen dienten als Basis für die postum publizierte Grammatik The Menomini Language, die bis heute als das Standardwerk dieser Sprache gilt.
Von 1921 an arbeitete Bloomfield als Kollege des Behavioristen Albert P. Weiss (1879–1931) als „Professor of German and Linguistics“ an der Ohio State University. Bloomfield gehörte 1924 mit George M. Bolling und Edgar H. Sturtevant zum Gründungskomitee der „Linguistic Society of America“.
1927 ging er nach Chicago, wo er bis 1940 im Department der Germanischen Philologie an der University of Chicago tätig war. 1933 erschien sein bekanntestes Werk: Language.
1935 wurde er zum Präsidenten der Linguistic Society of America (LSA) ernannt. Als Nachfolger von Edward Sapir wurde Leonard Bloomfield 1940 Sterling Professor of Linguistics an der Yale University in New Haven, Connecticut. Seit 1942 war er gewähltes Mitglied der American Philosophical Society.

## Lehren
Bloomfields Hauptwerk Language (1933) ist eine systematische Gesamtdarstellung der Sprachwissenschaft, in der er die Terminologie und Methodologie des amerikanischen Strukturalismus zusammenfasste und kodifizierte. Er verband „die Tradition der vergleichenden Sprachwissenschaft mit dem Strukturalismus [...] und dem ethnolinguistisch fundierten Deskriptivismus“ (Franz Boas). Die selbstauferlegte methodische Strenge, die durch seinen Anschluss an den Behaviorismus von Albert Paul Weiss noch verschärft wurde, veranlasste Bloomfield zu großer Zurückhaltung beim Umgang mit der sprachlichen Bedeutung, die zwar nicht aus dem Gebiet der sprachwissenschaftlich relevanten Themen ausgeschlossen, aber doch an die Peripherie gedrängt wurde. Die in älteren europäischen sprachwissenschaftsgeschichtlichen Darstellungen oft anzutreffende Behauptung, der amerikanische Strukturalismus sei „meinungsfeindlich“ gewesen, ist ein Vorurteil.
Von großem Einfluss auf die spätere Linguistik war Bloomfields Aufsatz Menomini Morphophonemics aus dem Jahr 1939, in der Bloomfield eine frühe Form einer generativen Grammatik entwickelte.

## Veröffentlichungen
- The Indo-European Palatals in Sanskrit. In: The American Journal of Philology. Bd. 32, Nr. 1, 1911, S. 36–57, JSTOR:288802.
- An Introduction to the Study of Language. Henry Holt and Co., New York NY 1914, (Reprint. (= Amsterdam Studies in the Theory and History of Linguistic Science. Series 2: Classics in Psycholinguistics. 3). Benjamins, Amsterdam u. a. 1983, ISBN 90-272-1892-7).
- Sentence and Word. In: Transactions and Proceedings of the American Philological Association. Bd. 45, 1914, S. 65–75, JSTOR:282688.
- Subject and Predicate. In: Transactions and Proceedings of the American Philological Association. Bd. 47, 1916, S. 13–22, JSTOR:282823.
- mit Alfredo Viola Santiago: Tagalog Texts with Grammatical Analysis (= University of Illinois Studies in Language and Literature. Bd. 3, Nr. 2–4, ZDB-ID 401325-6). 3 Teile (Tl. 1: Texts and Translation. Tl. 2: Grammatical Analysis. Tl. 3: List of Formations and Glossary.). University of Illinois, Urbana IL 1917.
- Notes on the Fox Language. In: International Journal of American Linguistics. Bd. 3, Nr. 2/4, 1925, S. 219–232, JSTOR:1262891.
- A Set of Postulates for the Science of Language. In: Language. Bd. 2, Nr. 3, 1926, S. 153–164, JSTOR:408741, (wieder in: Martin Joos (Hrsg.): Readings in Linguistics. The Development of Descriptive Linguistics in America since 1925. American Council of Learned Societies, Washington DC 1957, S. 26–31).
- Literate and Illiterate Speech. In: American Speech. Bd. 2, Nr. 10, 1927, S. 432–439, JSTOR:451863.
- On Some Rules of Pānini. In: Journal of the American Oriental Society. Bd. 47, 1927, S. 61–70, JSTOR:593241.
- als Herausgeber: Menomini Texts (= American Ethnological Society Publications. 12, ZDB-ID 436756-X). Stechert, New York NY 1928, (Reprint. AMS Press, New York NY 1974, ISBN 0-404-58162-5).
- Sacred Stories of the Sweet Grass Cree (= National Museum of Canada. Bulletin. 60 = Anthropological Series. 11, ISSN 0846-8850). Acland, Ottawa 1930, (Reprint. Fifth House, Saskatoon 1993, ISBN 1-895618-27-4).
- Language. Henry Holt and Co., New York NY 1933, (Reprint, 6th print. With a new foreword by Charles F. Hockett. University of Chicago Press, Chicago IL u. a. 1999, ISBN 0-226-06067-5; deutsch: Die Sprache. Übersetzt, kommentiert und herausgegeben von Peter Ernst und Hans Christian Luschützky. Mit einem Geleitwort von André Martinet. Edition Praesens, Wien 2001, ISBN 3-7069-1001-2).
- Linguistic Aspects of Science. In: Philosophy of Science. Bd. 2, Nr. 4, 1935, S. 499–517, JSTOR:184442.
- Menomini Morphophonemics. In: Études Phonologiques. Dédiées à la Mémoire de M. le Prince N. S. Trubetzkoy (= Travaux du Cercle Linguistique de Prague. 8, ISSN 0862-8173). Jednota Českých Matematiků a Fysiků, Prag 1939, S. 105–115.
- Linguistic Aspects of Science (= International Encyclopedia of Unified Science. Bd. 1, Nr. 4). University of Chicago Press, Chicago IL 1939, (10. Druck. ebenda 1969).
- Outline Guide for the Practical Study of Foreign Languages. Linguistic Society of America, Baltimore MD 1942.
- The Menomini Language. Yale University Press, New Haven CT u. a. 1962.
- A Leonard Bloomfield Anthology. Edited by Charles F. Hockett. Indiana University Press, Bloomington IN u. a. 1970, (Abridged edition. University of Chicago Press, Chicago IL u. a. 1987, ISBN 0-226-06071-3).